# Società Sportiva Lanciano 2006-2007
Questa pagina raccoglie le informazioni riguardanti la Società Sportiva Lanciano nelle competizioni ufficiali della stagione 2006-2007.

## Rosa
| N. |                      | Ruolo | Calciatore                     |
| -- | -------------------- | ----- | ------------------------------ |
|    | Italia (bandiera)    | D     | Marco Angeletti                |
|    | Italia (bandiera)    | D     | Michele Baldini                |
|    | Serbia (bandiera)    | D     | Dražen Bolić                   |
|    | Italia (bandiera)    | C     | Valerio Carboni                |
|    | Italia (bandiera)    | C     | Federico Cerone                |
|    | Italia (bandiera)    | A     | Marco Colicchia                |
|    | Italia (bandiera)    | D     | Roberto Colussi                |
|    | Italia (bandiera)    | A     | Andrea Conti (I)               |
|    | Italia (bandiera)    | D     | Christian Conti                |
|    | Argentina (bandiera) | C     | Lucas Correa                   |
|    | Italia (bandiera)    | C     | Andrea Costantini              |
|    | Italia (bandiera)    | D     | Marco Criniti                  |
|    | Italia (bandiera)    | C     | Michel Cruciani                |
|    | Argentina (bandiera) | C     | Emanuel Lucas Aguirre Figueroa |
|    | Italia (bandiera)    | D     | Cristiano Gimelli              |
|    | Italia (bandiera)    | P     | Enrico Guarna                  |
|    | Italia (bandiera)    | A     | Umberto Improta                |
|    | Italia (bandiera)    | C     | Giovanni La Camera             |

| N. |                      | Ruolo | Calciatore             |
| -- | -------------------- | ----- | ---------------------- |
|    | Italia (bandiera)    | C     | Michele Lanzillotta    |
|    | Italia (bandiera)    | C     | Luca Leone             |
|    | Italia (bandiera)    | A     | Loreto Macciocca       |
|    | Italia (bandiera)    | D     | Jacopo Mariscoli       |
|    | Italia (bandiera)    | P     | Roberto Maurantonio    |
|    | Italia (bandiera)    | D     | Morris Molinari        |
|    | Italia (bandiera)    | C     | Alfredo Nardoni        |
|    | Italia (bandiera)    | C     | Mirko Pagliarini       |
|    | Italia (bandiera)    | C     | Giacomo Paniccia       |
|    | Italia (bandiera)    | A     | Arcangelo Ragosta      |
|    | Italia (bandiera)    | C     | Franco Rinaldi         |
|    | Brasile (bandiera)   | C     | Luís Gabriel Sacilotto |
|    | Italia (bandiera)    | D     | Antonio Scrò           |
|    | Italia (bandiera)    | A     | Gianluca Triuzzi       |
|    | Cile (bandiera)      | A     | Juan Pablo Úbeda       |
|    | Italia (bandiera)    | A     | Ivan Vellucci          |
|    | Argentina (bandiera) | A     | Jonathan Vidallé       |
|    | Italia (bandiera)    | D     | Francesco Vincenti     |

## Risultati

### Campionato

#### Girone di andata
| 3 settembre 2006 1ª giornata | Lanciano | 1 – 0 | San Marino |  |

| 10 settembre 2006 2ª giornata | Cavese | 2 – 0 | Lanciano |  |

| 17 settembre 2006 3ª giornata | Lanciano | 3 – 1 | Sambenedettese |  |

| 24 settembre 2006 4ª giornata | Ravenna | 1 – 1 | Lanciano |  |

| 1º ottobre 2006 5ª giornata | Lanciano | 1 – 1 | Taranto |  |

| 8 ottobre 2006 6ª giornata | Lanciano | 1 – 0 | Giulianova |  |

| 15 ottobre 2006 7ª giornata | Ternana | 1 – 1 | Lanciano |  |

| 22 ottobre 2006 8ª giornata | Lanciano | 2 – 1 | Ancona |  |

| 29 ottobre 2006 9ª giornata | Gallipoli | 2 – 0 | Lanciano |  |

| 5 novembre 2006 10ª giornata | Lanciano | 0 – 0 | Martina |  |

| 12 novembre 2006 11ª giornata | Manfredonia | 3 – 1 | Lanciano |  |

| 19 novembre 2006 12ª giornata | Lanciano | 0 – 2 | Perugia |  |

| 26 novembre 2006 13ª giornata | Salernitana | 2 – 2 | Lanciano |  |

| 3 dicembre 2006 14ª giornata | Lanciano | 2 – 1 | Teramo |  |

| 10 dicembre 2006 15ª giornata | Foggia | 1 – 1 | Lanciano |  |

| 17 dicembre 2006 16ª giornata | Lanciano | 0 – 1 | Avellino |  |

| 23 dicembre 2006 17ª giornata | Juve Stabia | 0 – 0 | Lanciano |  |

#### Girone di ritorno
| 14 gennaio 2007 18ª giornata | San Marino | 1 – 0 | Lanciano |  |

| 21 gennaio 2007 19ª giornata | Lanciano | 1 – 0 | Cavese |  |

| 28 gennaio 2007 20ª giornata | Sambenedettese | 1 – 0 | Lanciano |  |

| 4 febbraio 2007 21ª giornata | Lanciano | 0 – 1 | Ravenna |  |

| 11 febbraio 2007 22ª giornata | Taranto | 2 – 1 | Lanciano |  |

| 18 febbraio 2007 23ª giornata | Giulianova | 0 – 1 | Lanciano |  |

| 25 febbraio 2007 24ª giornata | Lanciano | 0 – 0 | Ternana |  |

| 4 marzo 2007 25ª giornata | Ancona | 0 – 2 | Lanciano |  |

| 18 marzo 2007 26ª giornata | Lanciano | 3 – 2 | Gallipoli |  |

| 25 marzo 2007 27ª giornata | Martina | 0 – 0 | Lanciano |  |

| 1º aprile 2007 28ª giornata | Lanciano | 1 – 2 | Manfredonia |  |

| 7 aprile 2007 29ª giornata | Perugia | 1 – 0 | Lanciano |  |

| 15 aprile 2007 30ª giornata | Lanciano | 1 – 1 | Salernitana |  |

| 22 aprile 2007 31ª giornata | Teramo | 0 – 0 | Lanciano |  |

| 29 aprile 2007 32ª giornata | Lanciano | 0 – 2 | Foggia |  |

| 6 maggio 2007 33ª giornata | Avellino | 1 – 0 | Lanciano |  |

| 13 maggio 2007 34ª giornata | Lanciano | 0 – 0 | Juve Stabia |  |